# Dealu Muntelui
Dealu Muntelui – wieś w Rumunii, w okręgu Alba, w gminie Bistra. W 2011 roku liczyła 77 mieszkańców.